# Claude Colomer
Claude Colomer (La Tor de França, 19 d'octubre del 1934 - Perpinyà, 10 de juliol del 2012) va ser un professor i historiador nord-català.

## Biografia
Estudià al Lycée Arago de Perpinyà; posteriorment es doctorà en Història i guanyà les oposicions d'Agregat Universitari. El 1963 començà a ensenyar al liceu internacional de Fontainebleau; quan aquest tancà el 1967, s'incorporà al prestigiós lycée Janson de Sailly (París), on romangué la resta de la seva carrera fins a jubilar-s'hi el 2000. En retirar-se, s'establí a la Tor de França (Fenolleda), amb les seva àmplia col·lecció de quadres (més de cent obres del pintor Martin Vivès), de llibres d'història i de discos repartides entre casa seva i el veí local de l'antic teatre-cinema del poble. Donà els seus béns a la Tor de França; al juliol del 2011 l'ajuntament en va fer avaluar el donatiu (obres d'art, llibres i revistes) per saber-ne les possibilitats museològiques.
Va ser autor de dues obres de divulgació de la història de la Catalunya del Nord, una de les quals publicada a la prestigiosa col·lecció de divulgació universitària Que sais-je?. També publicà estudis històrics sobre el pintor Jacint Rigau, el músic i poeta Ernest Colomer, el general Joffre i la cantant Montserrat Caballé; sobre el poble de la Tor, el clergat nord-català de l'Antic Règim i sobre el liceu de Janson de Sailly (on ensenyà durant més de tres dècades).
Va ser nomenat oficial de les Palmes Acadèmiques i al gener del 2010 rebé el títol d'oficial de l'Orde de les Arts i les Lletres francesa.

## Obres
- La famille et le milieu social du peintre Rigaud Paris: Association pour une meilleure connaissance du Roussillon, 1973
- Montserrat Caballe ou l'anti diva Béziers: Société de Musicologie de Languedoc, 1988 ISBN 290540034X
- Claude Colomer, editor Recueil d'études sur la Tour de France et les localités environnantes La Tour de France: Association des Amis du Vieux La Tour, 1988
- Michel Bouillé, Claude Colomer Histoire des catalans Toulouse: Milan, 1991 ISBN 9782867265310
- Claude Colomer Ernest Colomer, 1833-1881 musicien catalan, grand animateur de la vie parisienne, ami intime de Rimbaud et des impressionnistes  Prada: Revue Terra Nostra, 1993, 243 p. (revista "Terra Nostra" 82-83)
- Le clergé régulier en Roussillon sous l'Ancien Régime, du Rattachement à la Révolution (1659 - 1789) Perpignan: Société agricole, scientifique et littéraire des Pyrénées-Orientales, 1996 (Volum CIV del Bulletin)
- Histoire du Roussillon Paris: Presses universitaires de France, 1997 ISBN 9782130484448 (col. "Que sais-je?" 1020)
- Janson-de-Sailly, histoire d'un lycée de prestige Latour de France: Éditions de La Tour, 2003 ISBN 2952127506 (llibre seleccionat[5] per al Prix National d'Histoire de l'Académie Française)
- Joffre le Colonial Perpignan: Société agricole, scientifique et littéraire des Pyrénées-Orientales, 2008 (Volum CXV del Bulletin)